# Picar
Picar è una frazione del comune di Argirocastro in Albania (prefettura di Argirocastro).
Fino alla riforma amministrativa del 2015 era comune autonomo, dopo la riforma è stato accorpato, insieme agli ex-comuni di Antigonë, Argirocastro, Cepo, Lazarat, Lunxhëri e Odrie  a costituire la municipalità di Argirocastro.

## Località
Il comune era formato dall'insieme delle seguenti località:
- Picar
- Shtepez
- Kolonje
- Golem
- Kaparje